# Wasserburg Klüsserath
Die Burg Klüsserath, auch Clüsserath genannt, ist eine ehemalige Wasserburg an der Mosel in der Gemeinde Klüsserath im Landkreis Trier-Saarburg in Rheinland-Pfalz.

## Lage
Die Burg liegt heute in Ortslage am hier nördlichen Ufer eines großen Moselbogens und konnte von hier aus den an dieser Bergseite schmalen Moseltalweg kontrollieren. Die Burg, ursprünglich wohl nur ein Wohnturm oder eine Turmburg, wurde später als Wasserburg angelegt, deren Gräben mit Moselwasser gespeist wurden.

## Geschichte
Im heutigen Klüsserath besaßen die Franken ein königliches Krongut, aus dem sich im 12. und 13. Jahrhundert die Wasserburg Klüsserath als Sitz der Freiherren von Kesselstatt entwickelte. Die Ersterwähnung wird in das Jahr 748 gelegt, als der vermutlich damalige Besitzer Bischof Chrodegang von Metz (um 715–766) der von ihm selbst gegründeten Abtei Gorze Weinberge und Besitztümer, darunter den Hof mit der Feste übereignete. Als anderes Datum wird eine Urkunde von 1338 angeführt, in der sie als „turm mit der vesten“ benannt wird und Ritter Dietrich von Daun damit belehnt wurde.
Im 14. Jahrhundert in Besitz der Erzbischöfe von Trier wird sie unter Kurtrierer Erzbischof Balduin von Trier (1285–1354) aus dem Geschlecht des Hauses Luxemburg als Lehensburg geführt und weltliches Zentrum des mittelalterlichen Dorfes. Lehensnehmer waren die Herren von Klüsserath, die im Auftrag des geistlichen Landesherrn im Ort die Gerichtsbarkeit ausübten.
1512 kehrte Kaiser Maximilian auf seinem Weg zum Reichstag nach Trier auf der Burg ein.
1545 wird Junker Richard von Hagen Lehensherr der Burg. Seine Grabstätte befindet sich im Chor der Pfarrkirche des Ortes.
Im 16. Jahrhundert soll die Burg grundsätzlich erneuert oder sogar als kompletter Bau neu errichtet worden sein.
Nach einem Brand im 18. Jahrhundert wurde das Burggebäude erneuert, an Stelle der Schießscharten wurden Fenster eingebaut; der grobe Schieferbruchstein blieb dagegen weiter unverputzt erhalten. Die ehemals hölzerne, überdachte Brücke wurde 1783 wegen Baufälligkeit durch eine dreibogige Steinbrücke ebenfalls aus Bruchsteinen ersetzt. Nur wenig später wurden jedoch die Wassergräben zugeschüttet.
1803 wurde die Burg von der französischen Regierung als Nationaleigentum eingezogen und an den damaligen Bürgermeister Strauhs für 720 Taler in nichtadligen Besitz verkauft. Später ging der Besitz an eine Familie Gebert. Bis zur Mitte des 20. Jahrhunderts befindet sich der Besitz in der Hand der Familie von Blankenfelde, welche sich häufig in der Schreibweise von Blankenfeld darstellte. Eigentümer war der spätere Major Baron Wilke Mathias Alfred von Blankenfeld(e) (1897–1961), respektive etwaig kurzzeitig sein minorenn Sohn Sever Wilke Alfred von Blankenfeld(e) (1927–1965), erwirbt 1950 die Familie Regnery die Burg. Das Anwesen in Privatbesitz beherbergt heute ein Weingut mit Straußwirtschaft, in dessen Keller auf Anfrage Weinproben organisiert werden.

## Beschreibung
Die Burganlage ist ein zur Moselseite hin viergeschossiger, zur Bergseite hin dreigeschossiger spätgotischer Rechteckbau aus unverputzten Bruchsteinen mit Kreuzgewölbekeller aus dem 7. Jahrhundert. Vor der eigentlichen Burg im Norden ist das Gebiet des ehemaligen Burghofes mit seinen beiden Zufahrten zur Hauptstraße heute noch gut sichtbar erhalten. Hier lagen die Küchen, Stallungen, Scheunen, Werkstätten und Wohnräume des Gesindes. Möglicherweise war der gesamte Bereich zusätzlich durch eine Umfassungsmauer geschützt.

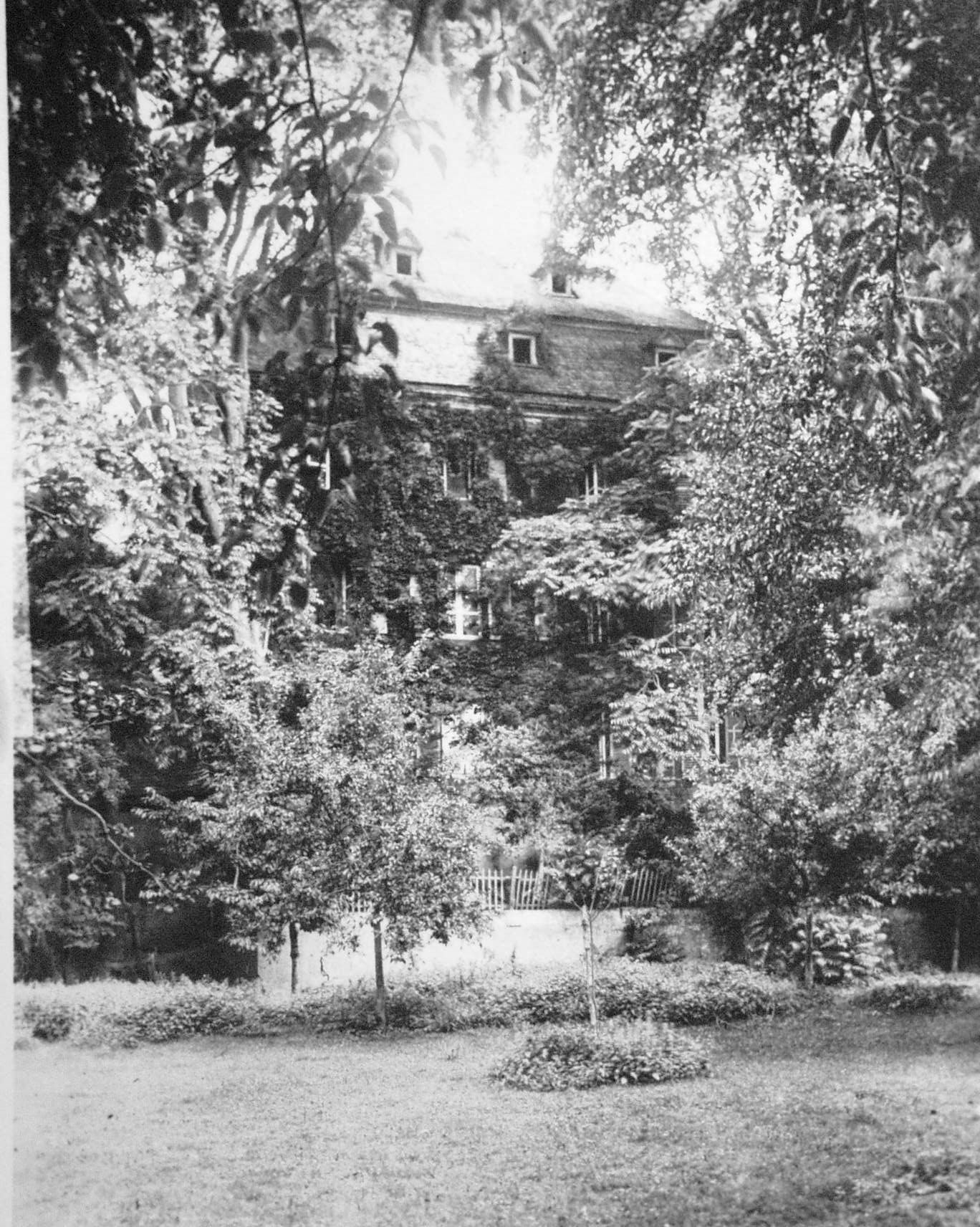
Das Burggebäude um 1920
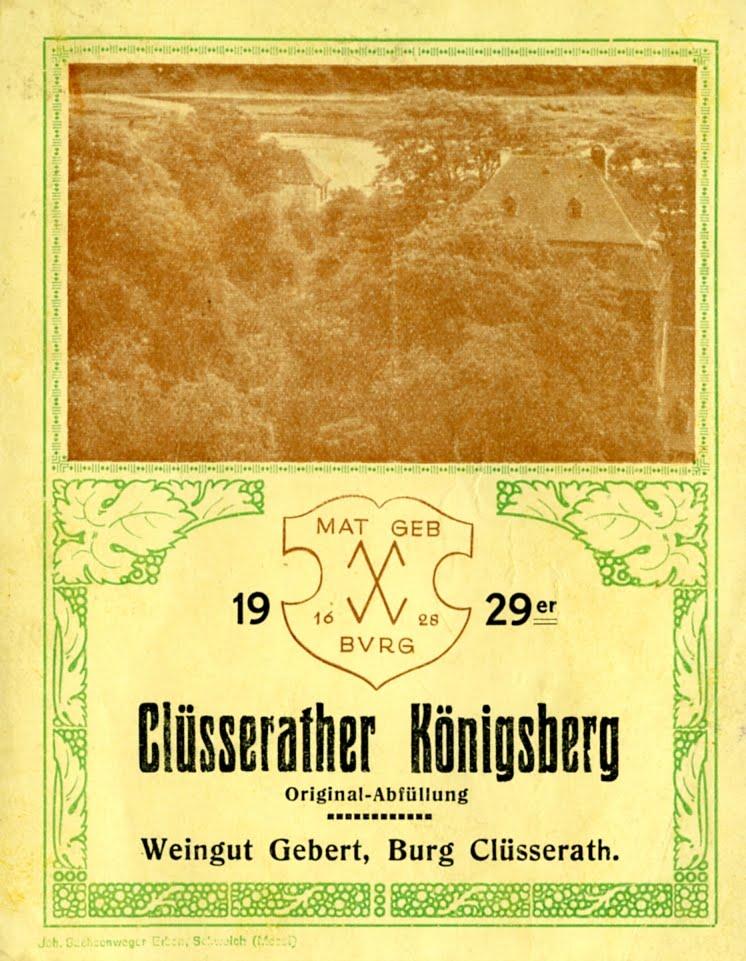
Burg Clüsserath – Weingut Gebert (1929)
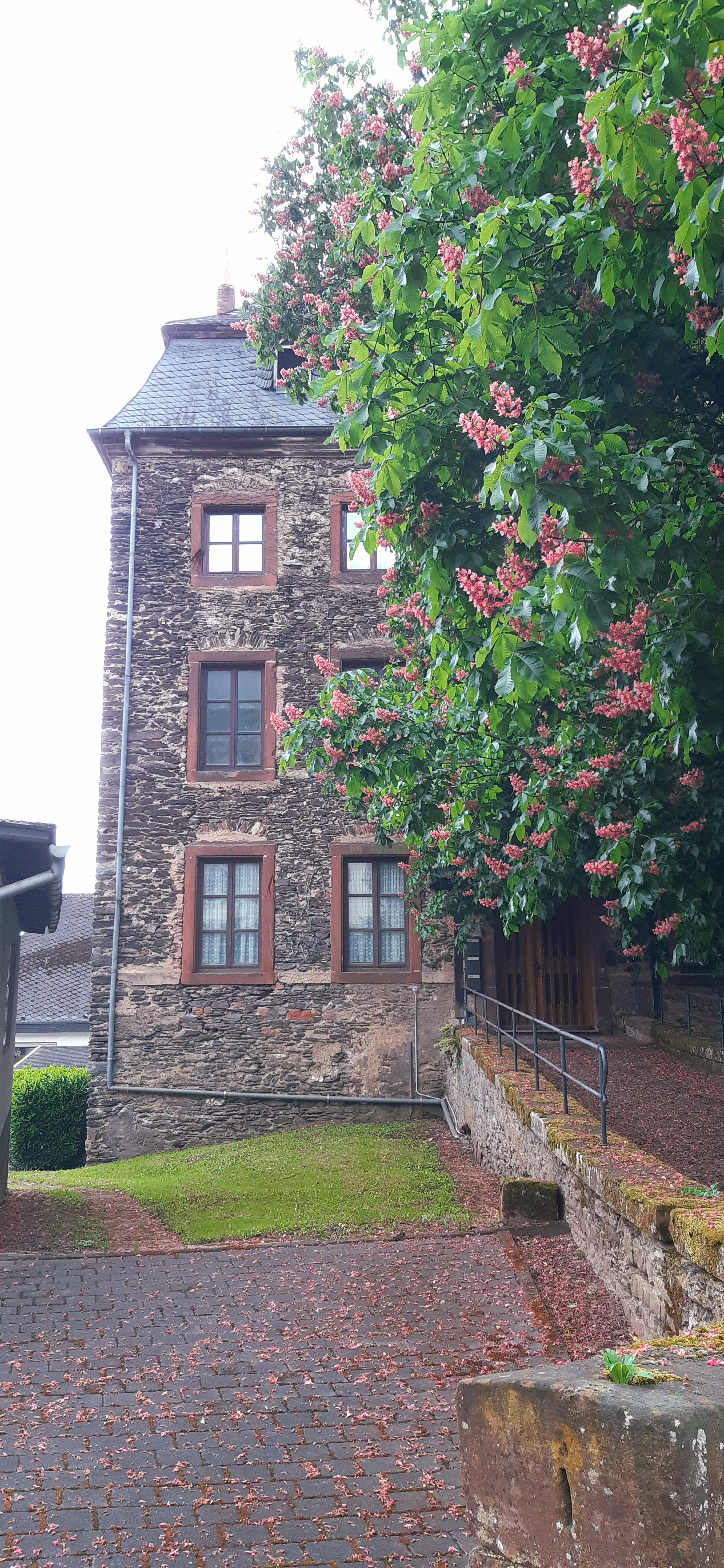
Zugangsseite des Burggebäudes mit verlandeter Brücke (2025)
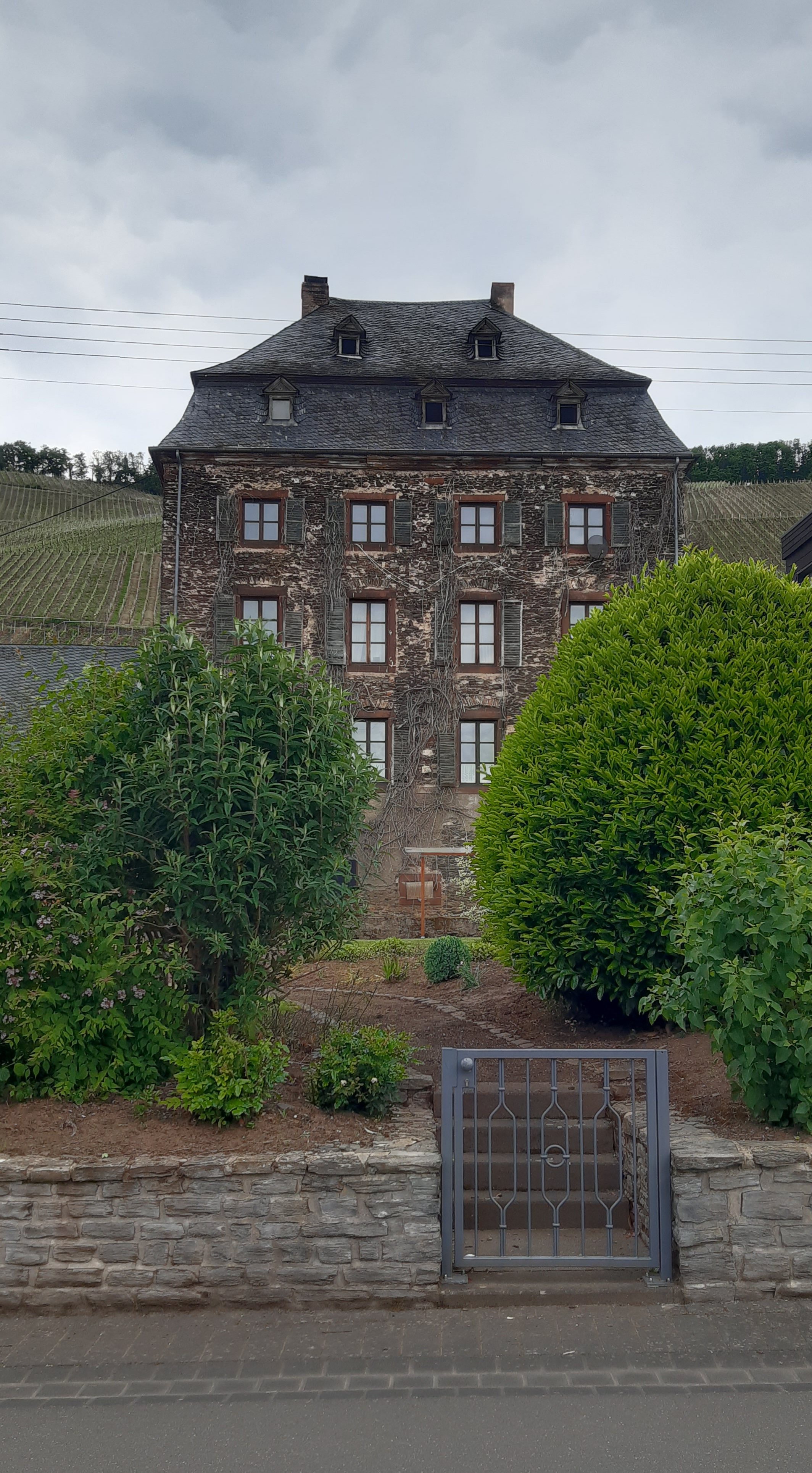
Moselseite mit Hauptgebäude vor den Weinbergen
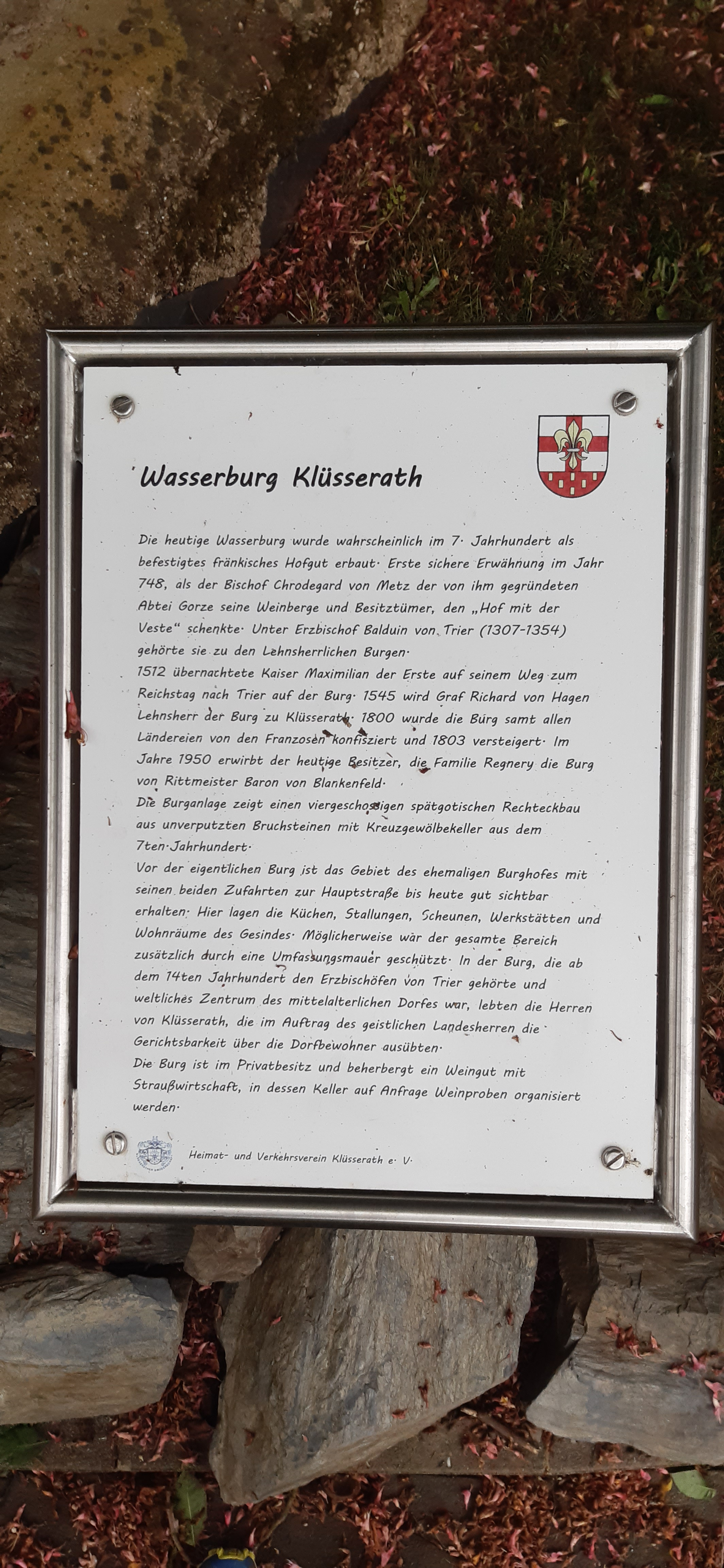
Informationstafel an der Burg